# Рыленко, Владимир Данилович
Владимир Данилович Рыленко (1927—2015) — деятель советских правоохранительных органов, генерал-лейтенант. Депутат Верховного Совета Башкирской АССР (1963—1990). Министр внутренних дел Башкирской АССР (1962—1987).

## Биография

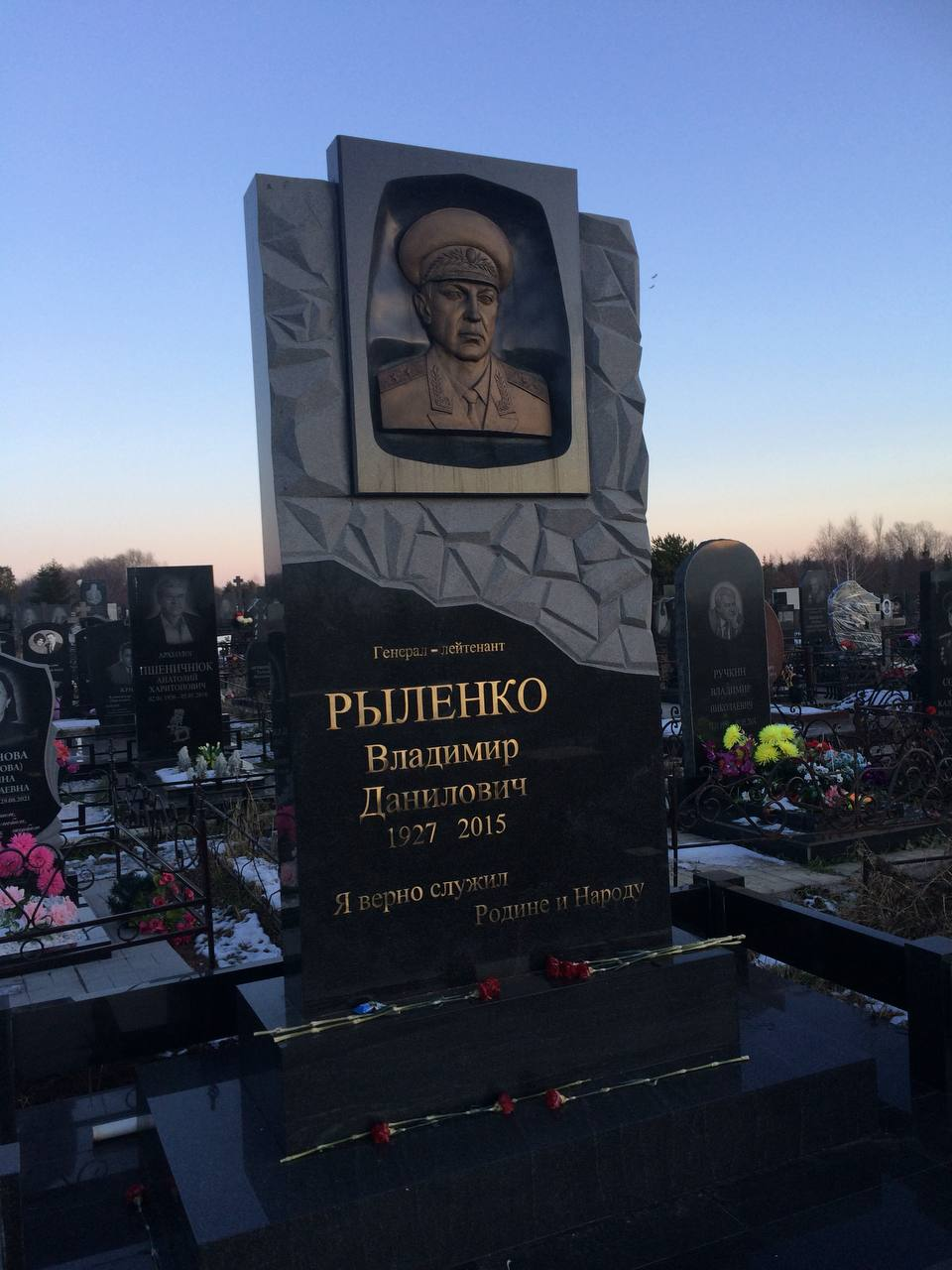
Могила В.Д. Рыленко, Южное кладбище Уфы.

Родился 7 ноября 1927 года в селе Ново-Троицкое, Стерлитамакского кантона Башкирской АССР в семье учителей.
С 1944 года в период Великой Отечественной войны после окончания Стерлитамакского педагогического техникума, в возрасте семнадцати лет, В. Д. Рыленко начал свою трудовую деятельность учителем в школьных учебных заведениях Федоровского района Башкирской АССР. В 1945 году окончил Чкаловскую военную школу пилотов. С 1945 по 1947 годы служил на действительной военной службе в рядах Рабоче-Крестьянской Красной армии.
С 1947 года после демобилизации из рядов Советской армии В. Д. Рыленко начал работать секретарём Федоровского районного комитета комсомола. С 1955 года после окончания Центральной комсомольской школы при ЦК ВЛКСМ работал в должности — первого секретаря ВЛКСМ города Белебей, за активное участие по освоению Шкаповского нефтяного месторождения
В. Д. Рыленко был награждён — Почётной грамотой Президиума Верховного Совета Башкирской АССР.
С 1957 по 1960 годы В. Д. Рыленко работал секретарём и вторым секретарём Башкирского областного комитета комсомола. С 1960 года после окончания Высшей партийной школы при ЦК КПСС В. Д. Рыленко был назначен — заместителем министра внутренних дел Башкирской АССР по милиции и по кадрам.
С 1962 по 1987 годы, в течение двадцати пяти лет лет, В. Д. Рыленко занимал должность — министра внутренних дел Башкирской АССР. В 1975 году Постановлением Совета Министров СССР, В. Д. Рыленко было присвоено звание генерал-лейтенант. В 1970 году благодаря В. Д. Рыленко в городе Уфа была открыта средняя специальная школа МВД СССР и создан музей истории органов внутренних дел Башкортостана. В 1967 году В. Д. Рыленко закончил заочное отделение Свердловского юридического института, дважды в 1976 и в 1983 годах — Высшие академические курсы руководящих работников министерства внутренних дел при Академии МВД СССР.
Помимо основной деятельности В. Д. Рыленко занимался и общественно-политической работой с 1963 по 1990 годы избирался депутатом Верховного Совета Башкирской АССР 6—11 созывов.
С 1990 года В. Д. Рыленко был руководителем ветеранской организации органов внутренних дел и внутренних войск Башкортостана.
Скончался 1 июня 2015 года в Уфе. Похоронен на Южном кладбище.

## Награды
- Два Ордена Трудового Красного Знамени (1967, 1977)
- Орден Красной Звезды (1981)
- Медаль «За победу над Германией в Великой Отечественной войне 1941—1945 гг.»

## Память
- В Кировском районе города Уфы появилась улица «имени Генерала Рыленко»